# 第二帕提亚军团
第二帕提亚军团（英語：Legio II Parthica）古罗马军队建制名称。由罗马帝国君主塞普蒂米烏斯·塞維魯于公元197年成立。该军团长期参加罗马帝国在亚洲与萨珊波斯的相关战争并发挥作用，约持续存在至公元5世纪，具有重要地影响与积极意义。